# Косгеи, Пол
Пол Малаквен Косгеи — кенийский легкоатлет, бегун на длинные дистанции. Чемпион мира по полумарафону 2002 года. Четырёхкратный чемпион мира по кроссу в командном зачёте. Победитель Берлинского полумарафона 2006 года с результатом 59.07. В 2000 году стал победителем 10-и километрового Брюнсюмского пробега. На Амстердамском марафоне 2007 года занял 10-е место, показав время 2:09.31. В 2009 году занял 12-е место на Рас-эль-Хаймском полумарафоне.